# Markus Uhl (Politiker)

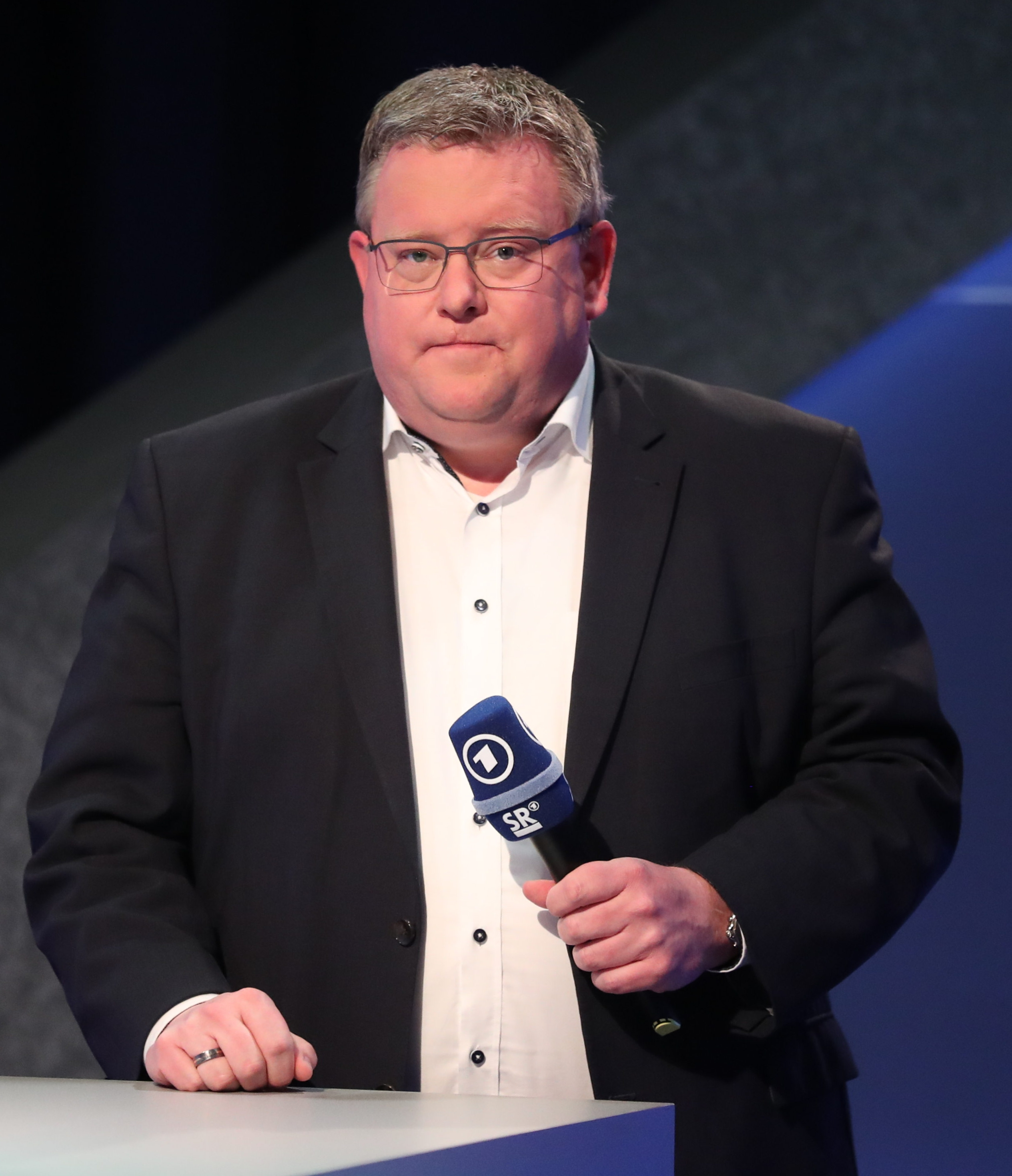
Markus Uhl (2022)

Markus Alexander Uhl (* 31. Oktober 1979 in Köln) ist ein deutscher Politiker (CDU). Er war von 2017 bis 2025 Mitglied des Deutschen Bundestages.

## Leben
Uhl besuchte zuerst die Grundschule Luitpold in Homburg-Erbach und machte im Anschluss daran am Saarpfalz-Gymnasium in Homburg sein Abitur. Im Anschluss an sein Abitur begann er an der Universität des Saarlandes ein Studium der Betriebswirtschaftslehre und der Informatik, welches er als Diplomkaufmann abschloss. Er leistete seinen Grundwehrdienst in Germersheim und Trier. Erste berufliche Erfahrung sammelte er zwischen 2009 und 2012, als er als Projektleiter eGovernment und elektronisches Dokumentenmanagement beim IT -Innovationszentrum des Saarlandes tätig war. 2012 beendete er diese Tätigkeit und wechselte in die Staatskanzlei des Saarlandes, wo er zuletzt als Referatsleiter und stellvertretender Chief Information Officer der Saarländischen Landesregierung tätig war.
Parallel absolvierte er zwischen 2011 und 2013 den berufsbegleitenden Studiengang Speech Communication and Rhetoric an der Universität Regensburg.

## Politische Ämter
Uhl trat 1996 in die Junge Union und 1998 in die CDU ein. In beiden Organisationen übte er mehrere Ämter auf kommunaler Ebene aus. So war er von 2004 bis 2019 Mitglied im Stadtrat in seiner Heimatstadt Homburg und von 2010 bis 2015 Landesvorsitzender der Jungen Union Saar. Im Zuge dieses Amtes nahm er mehrere Ämter und Funktionen auf Länder- und Bundesebene bei der Jungen Union und der CDU wahr.
Bei der Bundestagswahl 2013 kandidierte Uhl als Landesvorsitzender der Jungen Union auf Platz 5 der Landesliste der CDU, was jedoch nicht zum Einzug in den Bundestag ausreichte. Seit 2015 führt er den CDU-Ortsverband Homburg-Erbach an.
Bei der Saarländischen Landtagswahl 2017 kandidierte er auf der Wahlkreisliste Ost für den Saarländischen Landtag, verfehlte jedoch den Einzug in das Landesparlament. Nachdem der bisherige Wahlkreisabgeordnete Alexander Funk  2016 bekanntgab, nicht mehr für den Bundestag zu kandidieren, wurde Uhl im Juli 2017 zum Direktkandidaten der CDU für den Bundestagswahlkreis Homburg nominiert. Nachdem Alexander Funk 2017 in den Saarländischen Landtag gewählt wurde und folglich im Juli 2017 sein Bundestagsmandat niederlegte, rückte Uhl mit Wirkung vom 18. Juli 2017 in den Bundestag nach. Bei der Bundestagswahl 2017 gewann Uhl das Direktmandat im Wahlkreis 299 mit 33,6 % gegen seinen Konkurrenten Esra Limbacher von der SPD, auf den 31,4 % der Erststimmen entfielen.
Von November 2017 bis Mai 2022 war er Generalsekretär der CDU Saar. Im 19. Deutschen Bundestag war Uhl ordentliches Mitglied im Ausschuss für Verkehr und digitale Infrastruktur und im Unterausschuss zu Fragen der Europäischen Union. Zudem gehörte er als stellvertretendes Mitglied dem Haushaltsausschuss an.
Seit 2019 ist Uhl Vorstandsmitglied der Deutsch-Französischen Parlamentarischen Versammlung. Auf kommunaler Ebene ist er seit 2019 Ortsvertrauensmann von Homburg-Erbach-West.
Bei der Bundestagswahl 2021 unterlag Uhl mit 26,1 % diesmal Esra Limbacher, der 36,6 % der Stimmen erhielt. Durch den Verzicht seiner saarländischen Parteifreunde Annegret Kramp-Karrenbauer und Peter Altmaier auf ihre Abgeordnetenmandate wenige Tage nach der Wahl konnte Uhl jedoch als Nachrücker in den 20. Deutschen Bundestag einziehen.
Bei der Bundestagswahl 2025 kandidierte er erneut, konnte aber nicht wieder in den Bundestag einziehen.

## Kontroverses
Im März 2020 traf Uhl gemeinsam mit zwei weiteren CDU-Bundestagsabgeordneten im Berliner Luxushotel Adlon den damaligen Windpark-Unternehmer und mittlerweile verurteilten Anlagebetrüger Hendrik Holt zu einer Weinverkostung in dessen Hotelzimmer. Die Kosten des Abends, rund 20.000 Euro, zahlte Holt für die Abgeordneten. Sechs Wochen später wurde Holt wegen Betrugs festgenommen und später zu einer Freiheitsstrafe von siebeneinhalb Jahren verurteilt.
Uhl begründete das Treffen später damit, von einem Bekannten ins Adlon eingeladen worden zu sein und nicht gewusst zu haben, dass Holt dabei sein würde. Die Rechnung wurde jedoch nicht geteilt und von Holt bezahlt.

## Persönliches
Uhl ist verheiratet und wohnt in Homburg. Er ist Mitglied in mehreren Organisationen und Vereinigungen, beispielsweise bei der überparteilichen Europa-Union Deutschland. Uhl ist römisch-katholischer Konfession.